# Єдльно-Перше
Єдльно-Перше (пол. Jedlno Pierwsze) — село в Польщі, у гміні Ладзиці Радомщанського повіту Лодзинського воєводства.
Населення — 371 особа (2011).
У 1975-1998 роках село належало до Пйотрковського воєводства.

## Демографія
Демографічна структура станом на 31 березня 2011 року:
|          | Загалом | Допрацездатний вік | Працездатний вік | Постпрацездатний вік |
| -------- | ------- | ------------------ | ---------------- | -------------------- |
| Чоловіки | 194     | 38                 | 144              | 12                   |
| Жінки    | 177     | 27                 | 100              | 50                   |
| Разом    | 371     | 65                 | 244              | 62                   |